# Thecla deria
Thecla deria är en fjärilsart som beskrevs av Moore 1865. Thecla deria ingår i släktet Thecla och familjen juvelvingar. Inga underarter finns listade i Catalogue of Life.